# Мерц, Фридрих
Йоахим-Фридрих Мартин Йозеф Мерц (нем. Joachim-Friedrich Martin Josef Merz [joˈaxɪm ˈfʁiːdʁɪç ˈmɛɐts]; род. 11 ноября 1955, Брилон, Хохзауэрланд, округ Арнсберг, земля Северный Рейн-Вестфалия, Западная Германия) — немецкий политический деятель, федеральный канцлер Германии с 6 мая 2025 года, лидер Христианско-демократического союза с 31 января 2022 года.
Депутат Бундестага от района Хохзауэрланд (с 2021 года). Сторонник экономического либерализма, евроатлантизма, либеральной демократии и безопасности Европы.

## Биография
В 1975 году окончил школу, затем до 1976 года проходил срочную военную службу в самоходной артиллерии. В 1976 году начал изучать право в Боннском университете, с 1982 по 1985 год стажировался в суде Саарбрюккена, с 1985 по 1986 год работал там же судьёй. С 1986 по 1989 год был юристом в ассоциации химических компаний, в 1990 году поступил на работу в юридическую фирму Leinen & Derichs в Кёльне.

### Политическая карьера (1989—2009)

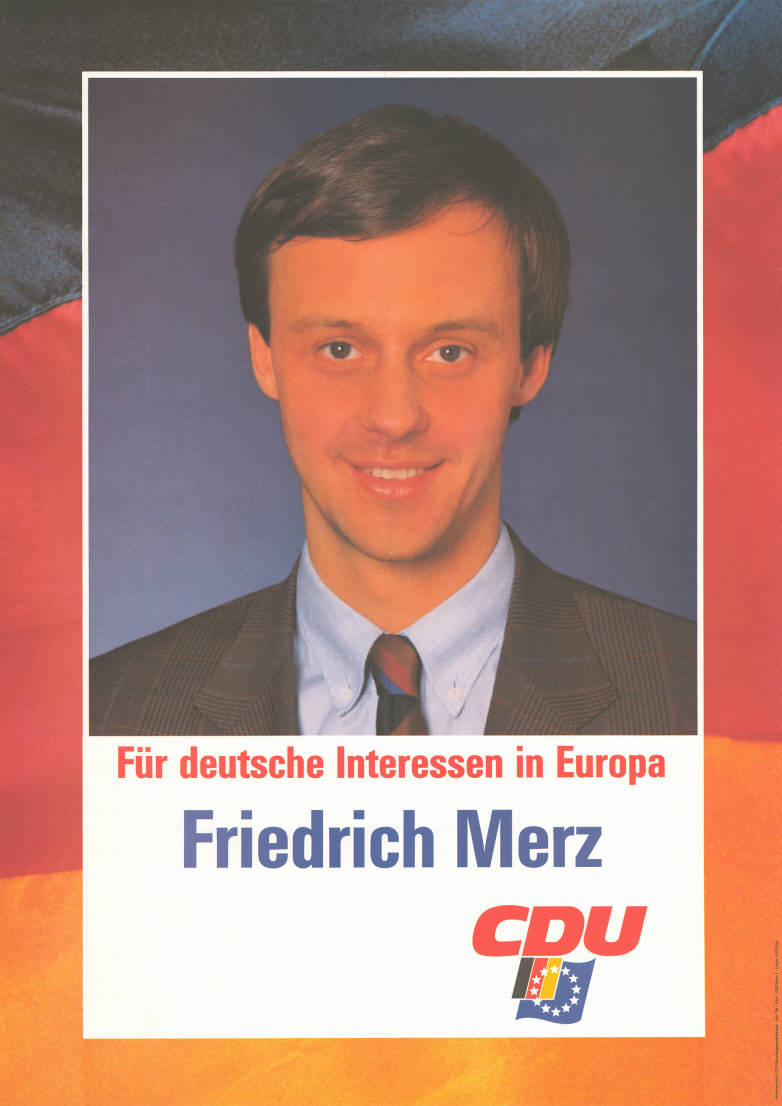
Мерц как кандидат в Европарламент (1989)

С 1989 по 1994 год — депутат Европейского парламента.
В 1994 году избран в бундестаг и быстро получил известность благодаря законодательным инициативам в финансово-экономической области. В 1998 году стал заместителем лидера фракции ХДС/ХСС Вольфганга Шойбле.
29 февраля 2000 года безальтернативным голосованием избран лидером фракции после вынужденной отставки Шойбле на фоне финансового скандала.
22 сентября 2002 года, после поражения ХДС на парламентских выборах, Мерц оставил пост лидера фракции.
В должности председателя фракции Мерца сменила Ангела Меркель. В 2004 году она выступала также за смещение его с должности заместителя главы фракции, а позднее блокировала предложенную Мерцем налоговую реформу. Тот, в свою очередь, критиковал инициированную Ангелой Меркель реформу здравоохранения, а также вопреки ей выступал за общеевропейскую бюджетную политику и общий рынок труда. Противоречия Меркель и Мерца имели ярко выраженный идеологический характер — она стремилась сместить партию в более левую часть политического спектра, Мерц добивался сохранения прежней консервативной направленности.
В феврале 2007 года Мерц объявил, что не выставит свою кандидатуру на следующих парламентских выборах.
Уйдя из политики, Мерц работал корпоративным адвокатом во многих компаниях, наиболее известен как председатель Наблюдательного совета германского подразделения BlackRock и старший консультант дюссельдорфского отделения международной юридической компании Mayer Brown.

### Борьба за лидерство в ХДС
7 декабря 2018 года на съезде ХДС в Гамбурге Мерц выставил свою кандидатуру на выборах нового председателя партии после отказа Ангелы Меркель от участия в них и во втором туре проиграл с результатом 48,2 % Аннегрет Крамп-Карренбауэр.
16 января 2021 года в первом туре новых выборов лидера ХДС опередил соперников, получив 385 голосов против 380, поданных за Армина Лашета и 224 — за Норберта Рёттгена. Во втором туре проиграл, получив 426 голосов (победный результат Лашета — 521 голос).
26 сентября 2021 года состоялись очередные парламентские выборы, исход которых для блока ХДС/ХСС оказался худшим в его истории — 24,1 %. Сам Мерц вернулся в бундестаг, одержав победу в своём прежнем округе в Хохзауэрланде. Он получил 40,4 % голосов первого предпочтения, а сильнейший из его соперников, кандидат от СДПГ Дирк Визе — 32,2 % (но при этом результат ХДС снизился по сравнению с предыдущими выборами почти на 8 %, а соответствующий показатель СДПГ вырос на 5 % с лишним).
Ввиду парламентской катастрофы были назначены вторые в 2021 году выборы лидера ХДС, на которых Мерц вновь выставил свою кандидатуру (его соперниками стали Хельге Браун и Норберт Рёттген).
17 декабря 2021 года Мерц был избран председателем ХДС прямым голосованием членов партии. Он получил более 62,1 % голосов (примерно 400 тысяч), победив уже в первом туре.
16 января 2022 года высказался в интервью агентству DPA против возможного отключения России от международной межбанковской системы платежей SWIFT, сравнив его с атомной бомбой для финансовых рынков.
31 января 2022 года в ходе онлайн-съезда ХДС утверждён в должности, став первым в истории ХДС партийным лидером без опыта работы в органах исполнительной власти. За него свои голоса отдали 94 % делегатов съезда.

### Во главе ХДС
9 июня 2024 года ХДС одержал относительную победу на выборах в Европейский парламент с результатом 30 %, при этом на второе место впервые в истории вышла партия «Альтернатива для Германии», а три партии правящей «светофорной коалиции» вместе набрали меньше голосов, чем один ХДС. СДПГ — 13,9 % (худший результат за всю историю партии после Второй мировой войны), «зелёные» — 11,9 % (сокрушительное падение с 20,5 % пятью годами ранее), СвДП тоже провалилась.
25 июня 2024 года Мерц сделал заявления в интервью The Times и ZDF о необходимости поиска мирного урегулирования вооружённого конфликта между Россией и Украиной, прекращении огня и начале мирных переговоров с президентом Путиным, хотя прежде постоянно требовал расширения военной помощи Украине и, в частности, критиковал канцлера Олафа Шольца за отказ предоставить ей германские крылатые ракеты дальнего радиуса действия Taurus.
23 февраля 2025 года состоялись досрочные парламентские выборы, по итогам которых ХДС/ХСС одержал относительную победу, СДПГ потерпела историческое поражение, пропустив вперёд Альтернативу для Германии и оставшись на третьем месте, Свободная демократическая партия и Союз Сары Вагенкнехт не смогли преодолеть 5 % барьер.
В тот же день Мерц выступил с публичными заявлениями о необходимости самостоятельного обеспечения Европой своей безопасности ввиду политики, проводимой вступившим месяцем ранее в должность новым президентом США Дональдом Трампом (ещё до выборов Мерц предлагал изучить возможность использования ядерного потенциала Великобритании и Франции для защиты Европы без поддержки США).
9 апреля 2025 года объявлено о заключении коалиционного соглашения между ХДС/ХСС и СДПГ, основными положениями которого стали снижение налогов и ужесточение иммиграционных правил (в частности, соискатели политического убежища должны будут дожидаться решения властей за пределами ФРГ, а процедура получения гражданства будет усложнена). На фоне повышения администрацией президента США Дональда Трампа 2 апреля 2025 года таможенных пошлин для большинства стран мира Мерц на совместной с партнёрами пресс-конференции обратился к американскому руководству по-английски, заявив, что Германия «снова в деле», а также сообщил о планах повышения военных расходов ввиду угрозы со стороны России и роста конкурентоспособности Германии, которая, по его словам, получает сильное правительство, способное к действию.

### Федеральный канцлер (с 2025)
6 мая 2025 года при голосовании в бундестаге за свою кандидатуру на должность федерального канцлера набрал 310 голосов при необходимом минимуме в 316. Были возможны ещё два тура голосования в течение 14 дней, и если бы по их итогам избрание не состоялось, то в соответствии с Конституцией далее Мерцу было достаточно получить простое большинство. Причиной провала стали 18 депутатов, представлявших коалицию, но не поддержавших своего кандидата — в силу механизма тайного голосования их имена неизвестны. Такая ситуация при выборах канцлера сложилась впервые в истории ФРГ. Спустя несколько часов со второй попытки Мерц всё же был избран канцлером: за его кандидатуру отдали свои голоса 325 депутатов бундестага. Во втором туре коалиция получила поддержку от «Левых», что означало прекращение политики отказа ХДС от сотрудничества с этой партией.

## Личная жизнь
Дед Фридриха Мерца по матери, Йозеф Пауль Совиньи, в период с 1917 по 1937 год являлся бургомистром города Брилон, оставшись в этой должности после прихода нацистов к власти, а позднее был зачислен в резерв СА в звании обершарфюрера и в НСДАП (в 1947 году он проходил процедуру денацификации, указав датой вступления в СА 1 июля 1933 года). Когда в 2004 году это стало известно, Фридрих Мерц объяснял позицию деда тем, что сначала тот надеялся на выход страны и города из кризисного состояния, но через несколько лет ушёл на пенсию, а в резерв штурмовых отрядов и нацистскую партию был зачислен без его ведома в автоматическом порядке.
Отец Фридриха Мерца, Иоахим Мерц, во Второй мировой войне в составе вермахта воевал с Красной армией.
С 1981 года Мерц женат на Шарлотте Мерц, которая является участковым судьёй в Арнсберге (Северный Рейн-Вестфалия). У супругов есть трое детей.
В 2006 году Ахенское карнавальное общество присудило Фридриху Мерцу свой традиционный ежегодный приз — орден «Против зверской серьёзности».